# Seeschlacht bei Kap Teulada
Die Seeschlacht bei Kap Teulada, auch bekannt als Seeschlacht bei Kap Spartivento, wurde am 27. November 1940 zwischen der italienischen Marine (Regia Marina) und Royal Navy südlich von Sardinien ausgetragen. Es handelte sich um eine kleinere Seeschlacht von knapp einer Stunde mit nur geringen Verlusten auf beiden Seiten.

## Hintergrund
Am 11. November 1940, also gut zwei Wochen vor der Seeschlacht, hatten die Briten in einem erfolgreichen Luftangriff auf den italienischen Marinestützpunkt in Tarent fast die Hälfte der italienischen Schlachtflotte außer Gefecht gesetzt. Daraufhin planten die Briten, einen größeren Konvoi von Gibraltar nach Malta und weiter nach Alexandria zu entsenden. Am 17. November entging einem italienischen Flottenverband mit den beiden Schlachtschiffen Vittorio Veneto und Giulio Cesare ein erster britischer Konvoi, der Flugzeuge nach Malta bringen sollte. Die britische Führung warnte vor dem italienischen Flottenverband, woraufhin der britische Konvoi nach Gibraltar zurückkehrte. Anschließend wurde ein neuer Konvoi mit erheblicher zusätzlicher Sicherung durch Kräfte aus Gibraltar und Alexandria (Force H und Force D) zusammengestellt. Auch in diesem Fall versuchten die Italiener, den Konvoi abzufangen.

## Verlauf der Schlacht

Italienische Bomber greifen den britischen Flugzeugträger Ark Royal an

Die Briten waren über die italienischen Flottenbewegungen weitgehend informiert und schickten ihre Flottenverbände unter Führung von Admiral Somerville vor, um einem Angriff auf den Konvoi zuvorzukommen. Am 27. November 1940 um 11:45 Uhr erhielten sie die Information, dass der italienische Flottenverband, geführt von Admiral Campioni, nur noch etwa 50 Seemeilen entfernt war. Die Italiener verfügten über die beiden Schlachtschiffe Vittorio Veneto und Giulio Cesare, dazu kamen 6 Schwere Kreuzer und 14 Zerstörer. Die beiden britischen Flottenverbände bestanden aus dem Flugzeugträger Ark Royal, dem Schlachtschiff Ramillies, dem Schlachtkreuzer Renown sowie 7 Kreuzern (1 Schwerer, 5 Leichten und 1 Flugabwehrkreuzer), 14 Zerstörern und 4 Korvetten, die 4 Frachtschiffe eskortierten.
Ab 12:07 Uhr leiteten die italienischen Kreuzer das Gefecht ein, um 12:22 Uhr begann der Feuerkampf zwischen beiden Kreuzerformationen, als der italienische Kreuzer Fiume aus 23.500 m das Feuer eröffnete. Ab 12:26 Uhr schied die Ramillies nach einigen Salven wegen ihrer zu geringen Geschwindigkeit de facto aus dem Kampfgeschehen aus. Die Kampfentfernung zwischen den Kreuzerformationen wurde immer geringer, wobei die Italiener in dieser Situation nach und nach ihre überlegene Feuerkraft zur Geltung bringen konnten. Um 12:30 Uhr erhielt der Kommandeur der italienischen Kreuzerformation, Vizeadmiral Iachino, den Befehl zum Rückzug, obwohl er einen leichten Vorteil hatte. Zu diesem Zeitpunkt wurde der italienische Zerstörer Lanciere durch eine Salve des britischen Leichten Kreuzers Manchester schwer beschädigt, während der Schwere Kreuzer Berwick zwei Treffer erhielt, die jedoch nur geringere Schäden anrichteten.
Nach diesem ersten Gefecht hatten die Briten einen leichten Vorteil, der jedoch um 13:00 Uhr durch die Ankunft des neuen italienischen Schlachtschiffs Vittorio Veneto ausgeglichen wurde. Die Vittorio Veneto feuerte aus großer Entfernung sieben Salven auf die gegnerische Kreuzerformation, woraufhin die Briten den Kampf abbrachen und sich beide Seiten nach insgesamt 54-minütigem Gefecht und geringen Verlusten zurückzogen.

## Bedeutung
Die Seeschlacht bei Kap Teulada endete mit einem taktischen Unentschieden. Nur die Anzahl der beteiligten Schiffe rechtfertigt die Bezeichnung Seeschlacht für dieses aus Sicht beider Seiten unbefriedigend verlaufene Seegefecht. Dabei erwies sich die italienische Luftaufklärung als zu schwach und ungenau, um die eigenen Vorteile nutzen zu können.